# Wojna kolonialna

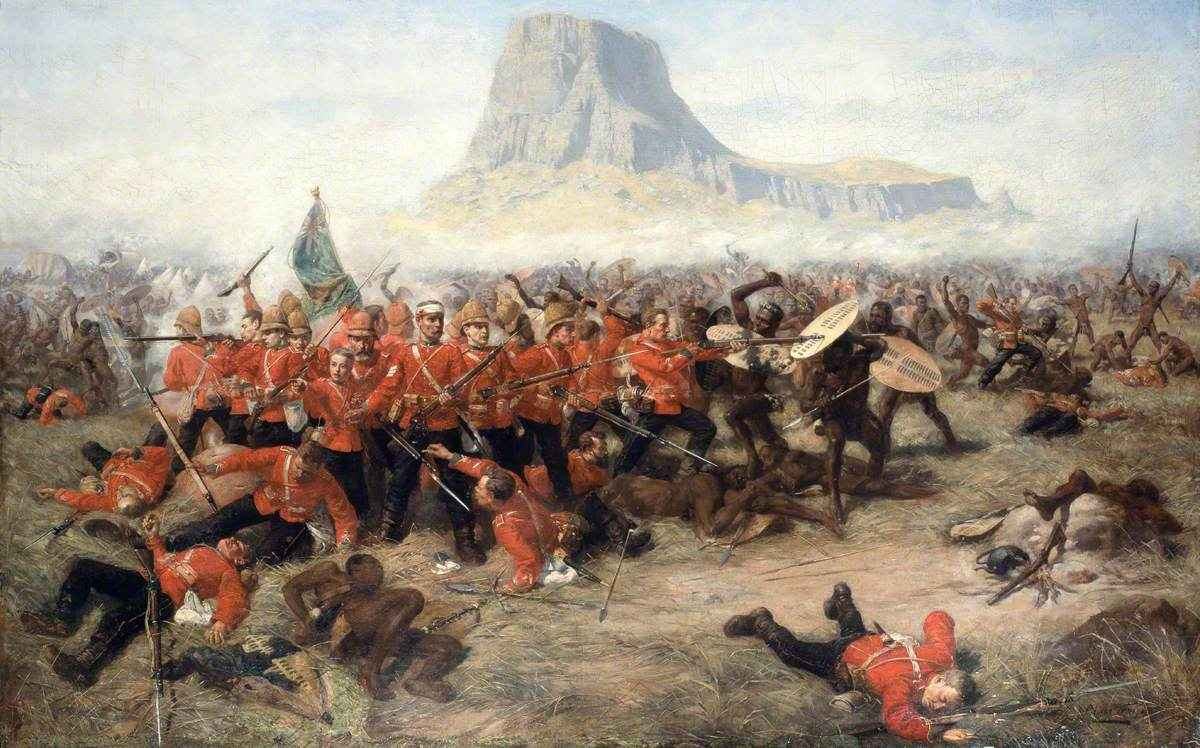
Charles Edwin Fripp, Bitwa pod Isandlwana, 1879, zbiory: National Army Museum

Wojna kolonialna – rodzaj wojny prowadzonej przeciwko rodzimej ludności danego obszaru, w celu utworzenia nowych lub przejęcia już istniejących kolonii od innych państw. Charakterystyczne dla kolonializmu epoki nowożytnej. 
Pojęcie wojny kolonialnej to ogólny termin, nieodnoszący się do konkretnych konfliktów. Określa działania prowadzone z zamiarem przejmowania terytoriów zamorskich przez obce mocarstwa. Wyrażenie znajduje użycie zwłaszcza w przypadku wojen toczonych w XIX wieku między armiami europejskimi w Afryce, Azji, Ameryce Północnej, Ameryce Południowej i Oceanii. Niektóre tego rodzaju konflikty mogły prowadzić również do dekolonizacji. 
Przebieg wojen kolonialnych można podzielić na dwa etapy: 
1. Okres krótkich, regularnych działań wojennych między najeźdźcą, a przeważnie mniej licznymi i gorzej uzbrojonymi siłami tubylców.
2. Okres walki partyzanckiej miejscowej ludności przeciwnej nowemu osadnictwu, podejmowanej w obliczu ofensywnych i dyskryminacyjnych działań mocarstwa kolonialnego.

## Początki
Za pierwsze wojny kolonialne uznaje się konkwisty, prowadzone przez Portugalię oraz Hiszpanię, będące skutkiem wielkich odkryć geograficznych. Prowadzone były przeciwko rdzennej ludności Ameryki Środkowej i Południowej w XVI wieku.

## Wojna angielsko-francuska o dominację w Ameryce Północnej
W latach 1754–1763 pomiędzy Wielką Brytanią a Francją toczyła się wojna o hegemonię w Ameryce Północnej. Równocześnie trwające procesy kolonizacji terytorium dzisiejszego USA przez Anglików oraz Kanady przez Francuzów, powodowały możliwość utraty nowo zdobytych kolonii i wpływów.
Wykorzystując napiętą sytuację w Europie, wynikającą z wojny siedmioletniej, Anglicy rozpoczęli działania zbrojne. Na początku wojny, żadna ze stron nie była w stanie osiągnąć znaczącej przewagi. Dopiero zwycięstwo Anglików w bitwie o rzekę św. Wawrzyńca zapewniło im przewagę. Umożliwiło to wkroczenie na tereny obecnej Kanady i ostateczne pokonanie znajdujących się tam sił francuskich. W rezultacie Wielka Brytania umocniła swoją pozycję w Ameryce Północnej, zajmując większość francuskich kolonii, a także hiszpańską Florydę.

## Wojna o niepodległość Stanów Zjednoczonych
Wzrost poczucia tożsamości narodowej wśród angielskich kolonistów w Ameryce oraz brytyjska polityka ceł na towary importowane (Akty Nawigacyjne), wywołały nastroje separatystyczne wśród Amerykanów. W roku 1775 na terenie Trzynastu Kolonii wybuchło powstanie, które w ciągu zaledwie paru tygodni przerodziło się w rewolucję. Po serii walk i ogłoszeniu oraz ogłoszeniu niepodległości przez USA, Wielka Brytania zaniechała starań o ponowne opanowanie utraconej kolonii.

## Wojny w koloniach brytyjskich w XIX wieku
Wojny kolonialne prowadzone były przez Brytyjczyków przez cały XIX wiek na terenach Afryki, Azji i Oceanii. Do największych konfliktów należą:
- powstanie sipajów w Indiach

- wojny burskie: 
  - I wojna burska: Na terenie Transwalu i Oranii (republik Burów – potomków holenderskich osadników z XVIII wieku) odkryto w latach 60. i 70. XIX wieku pokaźne złoża złota i diamentów. Wielka Brytania rozpoczęła okupację tych terenów, której Burowie nigdy nie zaakceptowali. W 1880 roku rozpoczęli powstanie na obszarze Transwalu. Źle zorganizowane oddziały angielskie ponosiły liczne klęski, tracąc tysiące żołnierzy. Burowie wypracowali skuteczną metodę wojny partyzanckiej, co czyniło ich nieuchwytnymi dla armii brytyjskiej. W konsekwencji tych działań Imperium Brytyjskie uznało w 1881 roku niepodległość Republiki Transwalu.
  - II wojna burska: Konflikt rozpoczęli Burowie w 1899 roku, wszczynając działania wojenne przeciwko Brytyjczykom. Początkowo zyskali znaczącą przewagę, jednak na skutek wielkiej ofensywy brytyjskiej w 1900 roku, regularna armia burska poniosła ostateczną porażkę. Rozpoczął się partyzancki etap wojny, podczas którego Brytyjczycy zbudowali system obozów koncentracyjnych dla ludności cywilnej, oraz sieć blokhauzów, aby kontrolować ruchy burskich partyzantów. Metody te, pomimo sprzeciwu prasy europejskiej, przyniosły pożądany skutek, zapewniając Brytyjczykom zwycięstwo i zajęcie Transwalu. Wojny te były toczone przy przytłaczającej przewadze wojsk brytyjskich (350 tys. przeciw 60 tys. Burów)[4][5].

- wojna brytyjsko-zuluska
- powstanie mahdystów

## Wojny kolonialne w wieku XX
Większość byłych kolonialnych krajów Afryki oraz Azji uzyskała niepodległość w sposób pokojowy. Wyjątkiem były państwa podległe Francji i Portugalii, których polityka zakładała obronę kolonii i zaangażowanie sił zbrojnych w tłumienie zrywów niepodległościowych, tak jak miało to miejsce w Indochinach, Algierii, Angoli czy Mozambiku.